# Maria Valeria d'Asburgo-Lorena
Maria Valeria Matilde Amelia d'Asburgo-Lorena, Arciduchessa d'Austria (in tedesco: Marie Valerie Mathilde Amalie von Habsburg-Lothringen, Erzherzogin von Österreich; Buda, 22 aprile 1868 – Vienna, 6 settembre 1924), nota semplicemente come Maria Valeria d'Asburgo-Lorena, fu una principessa austriaca, terza femmina e ultimogenita dei quattro figli dell'imperatore Francesco Giuseppe I e dell'imperatrice Elisabetta "Sissi" di Baviera.
Fu certamente la figlia prediletta della madre, tanto da essere dispregiativamente soprannominata "Die Einzige" ("L'Unica Figlia").
Si sposò per amore con l'arciduca Francesco Salvatore d'Asburgo-Lorena e, tramite questo matrimonio, entrò anche a far parte del ramo toscano del Casato degli Asburgo-Lorena.

## Biografia

### Infanzia e giovinezza
Era l'ultima figlia dell'imperatore Francesco Giuseppe I d'Austria e della sua consorte Elisabetta di Wittelsbach, nata duchessa in Baviera. I nomi che le furono imposti erano Maria Valeria Matilde Amalia, ma in famiglia era chiamata Valerie.
Maria Valeria nacque a Ofen (Buda) in Ungheria. L'imperatrice Elisabetta era particolarmente attaccata a Valeria, nata dieci anni dopo il terzo figlio della coppia imperiale e che le fu permesso di allevare, al contrario dei primi tre che le erano stati portati via durante l'infanzia e allevati dalla madre dell'imperatore, l'arciduchessa Sofia. Sofia stessa scrisse dell'imperatrice "Sissi è completamente assorbita dal suo amore e le cure per questo piccolo ed irresistibile angelo".
Era la figlia prediletta di Elisabetta e spesso questo suo amore fu al centro di aspre critiche perché la sovrana prestava molte più attenzioni a lei di quante aveva potuto con gli altri figli. E, poiché le critiche provenivano soprattutto dalla corte viennese che tanto amava Sofia, sembrano un paradosso dato che fu proprio l'arciduchessa Sofia a togliere all'imperatrice i suoi figli, ostacolando l'amore tra madre e figli. L'imperatrice soleva raccontare alla figlia le sue disavventure passate e una volta disse: "...Con gli altri miei figli Sofia prese il posto di madre. Con te, dissi a me stessa fin dal primo istante, le cose debbono andare diversamente...".

Uno dei nomignoli di Valeria era "La Figlia Ungherese" poiché la sua nascita voleva essere un regalo da parte di Elisabetta all'Ungheria, che amava tanto. Per l'Ungheria, l'Imperatrice si era battuta nell'anno precedente alla sua gravidanza, perché quella terra vasta e incantevole potesse trovare finalmente la pace e la libertà e questo sarebbe stato possibile con la creazione di un doppio regno austro-ungarico. Questo processo culminò nell'incoronazione di Francesco Giuseppe ed Elisabetta a Budapest l'8 giugno 1867, come Re e Regina d'Ungheria. Valeria nacque poco più di nove mesi dopo.
Elisabetta scelse deliberatamente l'Ungheria come luogo di nascita per sua figlia; nessun bambino reale era nato in Ungheria da secoli. Se Valeria fosse stata un maschietto le sarebbe stato imposto il nome di Stefano come il re canonizzato dell'Ungheria e suo santo patrono. Secondo la storica Brigitte Hamann, un bimbo nato dalla Regina d'Ungheria nel castello di Budapest, avrebbe aumentato la sua possibilità di diventarne un giorno il re, nel caso che l'Ungheria si fosse separata da tutto l'impero austriaco, e ci fu sollievo universale alla corte di Vienna che Valeria fosse una femmina. Elisabetta educò la figlia secondo il metodo ungherese, ad esempio insegnandole la storia dal punto di vista dell'Ungheria e le fu imposto, fin dalla tenera età, di parlare soltanto la lingua ungherese. Per ironia della sorte, Maria Valeria si dimostrò sempre insofferente nei confronti di un popolo e di una nazione che non sentiva come suoi, arrivando al punto di implorare il padre di conversare con lei in tedesco.
Alcuni pettegolezzi sostenevano che il padre di Valeria fosse in realtà l'amico e ammiratore di Elisabetta, il conte nonché Primo Ministro ungherese Gyula Andrássy il Vecchio, ritenuto amante di sua madre. Queste voci durarono per tutta la sua infanzia, ferendola profondamente. Infatti, Valeria fisicamente non somigliava all'imperatore quanto gli altri suoi fratelli. Ma tali pettegolezzi restarono sempre e solo tali. Bisogna inoltre tenere conto del fatto che, secondo le moderne ricostruzioni, l'imperatrice Elisabetta soffriva di una forma di anoressia nervosa che portava come conseguenza il rifiuto della sessualità: questo avrebbe implicato non solo l'insofferenza nei confronti della vita di corte e del marito, ma anche la completa distanza rispetto a qualsiasi tipo di relazione extraconiugale.
Valeria parlava perfettamente ungherese, e in più, parlava inglese, francese e italiano correttamente, amava scrivere commedie e poesie, ed era una dilettante artista di talento che si divertiva a dipingere fiori. Era una grande sostenitrice del Burgtheater e andava ai suoi spettacoli.

### Matrimonio

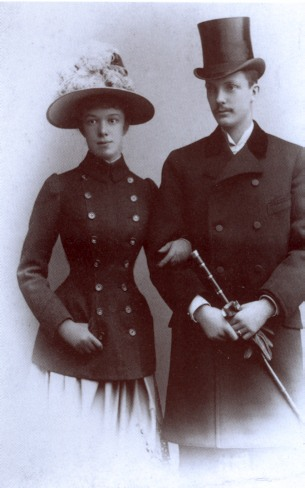
Francesco Salvatore e Maria Valeria

Il 31 luglio 1890 a Ischl, Valeria sposò l'arciduca Francesco Salvatore d'Asburgo-Toscana, nipote del granduca Leopoldo II di Toscana e della principessa Maria Antonietta delle Due Sicilie. Si erano incontrati a un ballo nel 1886, ma Valeria aspettò diversi anni per essere sicura che i suoi sentimenti verso Francesco Salvatore fossero abbastanza forti da poter fare un matrimonio di successo. Si era sperato da molti a corte, che avrebbe sposato qualcuno come il Principe Ereditario di Sassonia o il Duca di Braganza, era corteggiata anche dal principe Alfonso di Baviera.
Elisabetta permise alla figlia Valeria, a differenza di quanto aveva fatto con la secondogenita Gisella, di contrarre un matrimonio d'amore: dichiarò pubblicamente che le avrebbe concesso di sposare anche uno spazzacamino, se i sentimenti di entrambi fossero stati abbastanza forti. Valeria scelse Francesco Salvatore, un principe relativamente minore del ramo toscano della famiglia imperiale austriaca, che non aveva grande ricchezza da offrire, ed Elisabetta, come promesso, sostenne la figlia. Ciò causò l'opposizione del fratello, il Principe Ereditario Rodolfo per un certo periodo, ma alla fine si rassegnò al matrimonio quando Valeria e Francesco Salvatore si fidanzarono formalmente nel Natale del 1888.
La solenne rinuncia di Valeria ai suoi diritti al trono austriaco, necessaria per la celebrazione del matrimonio, si tenne alla Hermesvilla il 16 luglio 1890. La festa di nozze della giovane coppia seguì alla cerimonia nella chiesa parrocchiale di Bad Ischl il 31 luglio. La cerimonia fu celebrata dall'allora Vescovo di Linz, Franz Maria Doppelbauer. Successivamente, Francesco Salvatore e Valeria trascorsero la luna di miele in Italia, Svizzera e Baviera.

### Vita successiva

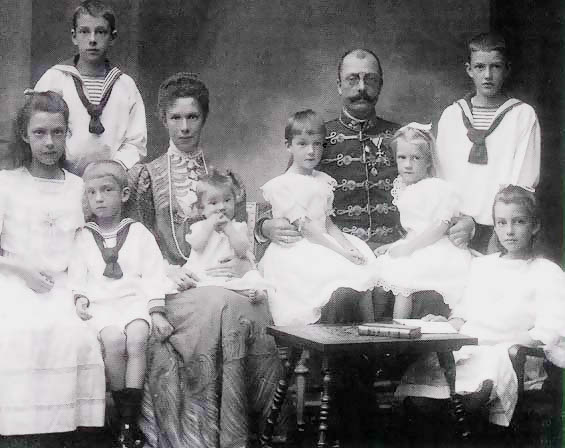
L'arciduchessa Maria Valeria d'Austria con il marito l'arciduca Francesco Salvatore d'Austria-Toscana e i figli

In principio, Valeria e Francesco Salvatore vissero a Schloss Lichtenegg. L'11 giugno 1895 la coppia acquistò Schloss Wallsee sulla riva del Danubio dall'allora proprietario il principe Alfredo del Regno Unito e lo ristrutturarono completamente. Quando i lavori terminarono, il 4 settembre 1897 si tenne una cerimonia per celebrare il loro trasferimento nel nuovo palazzo. La grande celebrazione dell'evento si doveva alla grande popolarità di Valeria.
Era conosciuta e amata per il suo generoso coinvolgimento in locali sforzi di beneficenza. Nel 1900, divenne una mecenate della Croce Rossa, per cui fondò ospedali e raccolse notevoli somme di denaro; fu anche protettrice di altri sette enti di beneficenza. Durante la prima guerra mondiale, creò una caserma ospedale nel castello stesso e contribuì nel prestare cure ai feriti. Era una cattolica devota che trascorreva molto tempo appoggiando il volontariato religioso ed era conosciuta dalle persone come "l'Angelo di Wallsee". Era anche una Dama dell'Ordine della Croce Stellata.
Valeria fu fortemente influenzata dal suicidio del fratello Rodolfo il 30 gennaio 1889, e dall'assassinio della madre nel settembre del 1898. Insieme alla sorella Gisella furono un grande sostegno per il loro padre a seguito di queste tragedie.
Mentre il matrimonio di Valeria e Francesco Salvatore era armonioso in principio, lo diventò meno col tempo. Francesco Salvatore ebbe molte relazioni amorose, inclusa uno con la principessa Stephanie von Hohenlohe (1891-1972), che in seguito sarà conosciuta come la "Principessa Spia di Hitler" per le sue attività di spionaggio prima e durante la seconda guerra mondiale. Nel 1914 Francesco Salvatore ebbe un figlio da Stephanie, che riconobbe come suo mentre Valeria era ancora in vita. Valeria affrontò questi colpi stoicamente, confidandosi solo con il suo diario.
Dopo la fine della prima guerra mondiale, Valeria riconobbe ufficialmente la fine della monarchia asburgica firmando dei documenti di rinuncia dei suoi diritti verso di essa per lei e i suoi discendenti. Questa rinuncia le permise di mantenere la sua casa e i suoi altri possedimenti.

### Morte
Maria Valeria morì di linfoma il 6 settembre del 1924 a Wallsee-Sindelburg. Poco prima della sua morte, la sorella scrisse in una lettera: "Devo aggiungere che ho visto Valeria - pienamente consapevole, completamente cosciente della sua condizione, e così devotamente accettare, anche con gioia anticipando la sua imminente partenza, che ritengo un recupero inaspettato potrebbe effettivamente deluderla". È sepolta in una cripta dietro l'altare maggiore della chiesa parrocchiale di Sindelburg, Austria. Diverse migliaia di persone seguirono la sua bara verso l'ultima dimora.
Il 28 aprile 1934, dieci anni dopo la morte di Valeria, Francesco Salvatore si risposò con la baronessa (Freifrau) Melanie von Riesenfels (1898-1984). Fu un matrimonio morganatico; la cerimonia di nozze ebbe luogo a Vienna. La coppia si era incontrata dopo la morte di Valeria in casa di Melanie, nel Palazzo di Seisenegg, dove questa viveva con le sorelle Maria Anna e Johanna. Dopo la cerimonia di nozze la coppia visse a Seisenegg. Francesco Salvatore morì il 20 aprile del 1939 a Vienna.

### Omaggi
Il Ponte Maria Valeria unisce Esztergom in Ungheria con Štúrovo in Slovacchia dall'altra parte del Danubio. Fu inaugurato nel 1895 e così denominato in onore di Maria Valeria.

## Discendenza

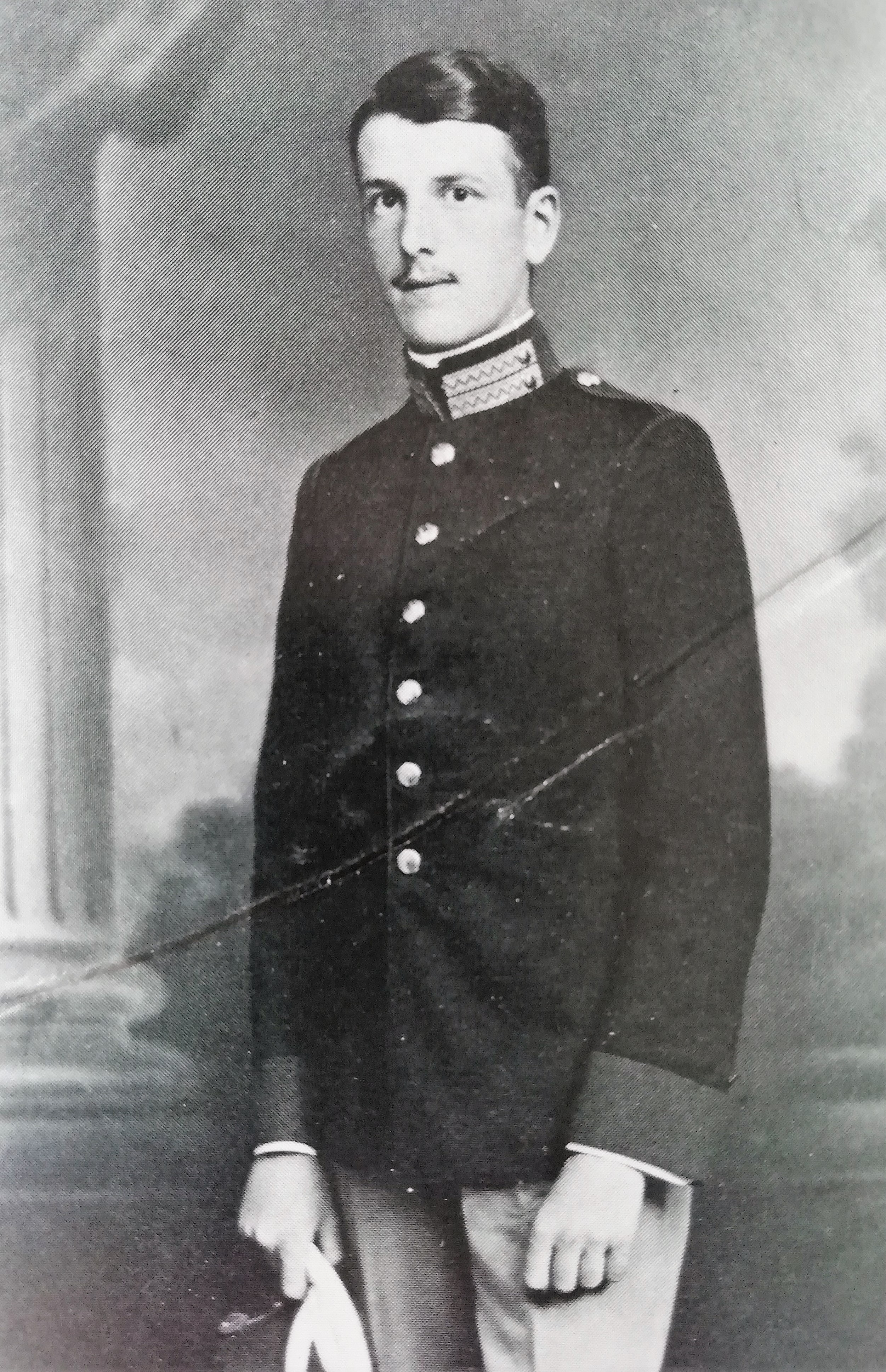
Francesco Carlo Salvatore Maria Giuseppe Ignazio (1893-1918)

Maria Valeria e Francesco Salvatore ebbero dieci figli:
- Elisabetta Francesca (27 gennaio 1892- 29 gennaio 1930). Sposa, nel 1912, George van Waldburg zu Zeil und Trauchburg (1878 - 1955). Ebbero 4 figli.
- Francesco Carlo Salvatore (17 febbraio 1893 - 10 dicembre 1918). Morì celibe di influenza spagnola.
- Uberto Salvatore (30 aprile 1894 - 24 marzo 1971). Sposa, nel 1926, Rosemary de Salm-Salm. Ebbero 13 figli.
- Edvige Maria (24 settembre 1896 - 1 novembre 1970). Sposa, nel 1918, Bernhard zu Stolberg-Stolberg. Ebbero 9 figli.
- Teodoro Salvatore (9 ottobre 1899 - 8 aprile 1978). Sposa, nel 1926, Marie Thérèse de Waldbourg a Zeil. Ebbero 4 figli.
- Gertrude (19 novembre 1900 - 22 dicembre 1962). Sposa, nel 1931, Georges de Waldbourg a Zeil e Trauchbourg (vedovo della sorella di Gertrude, Elisabetta Francesca). Ebbero figli.
- Maria (19 novembre 1901 - 29 dicembre 1936). Morì nubile.
- Clemente Salvatore (6 ottobre 1904 - 20 agosto 1974). Sposa, nel 1930, Elisabeth Rességuier de Mirmont. Ebbero 9 figli.
- Matilde (9 agosto 1906 - 18 ottobre 1991). Sposa, nel 1947, Ernest Hefel. Non ebbero figli.
- Agnese (26 giugno 1911). Morì 8 ore dopo la nascita.Clemente Salvatore Leopoldo Benedetto Antonino Maria Giuseppe (1904-1974)Teodoro Salvatore Pietro Realinus Maria Giuseppe Ignazio (1899-1978)

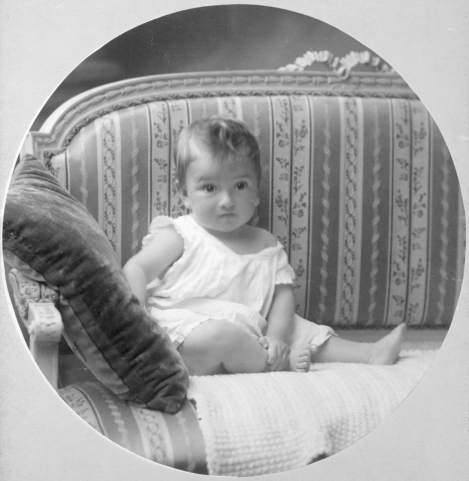
Clemente Salvatore Leopoldo Benedetto Antonino Maria Giuseppe (1904-1974)

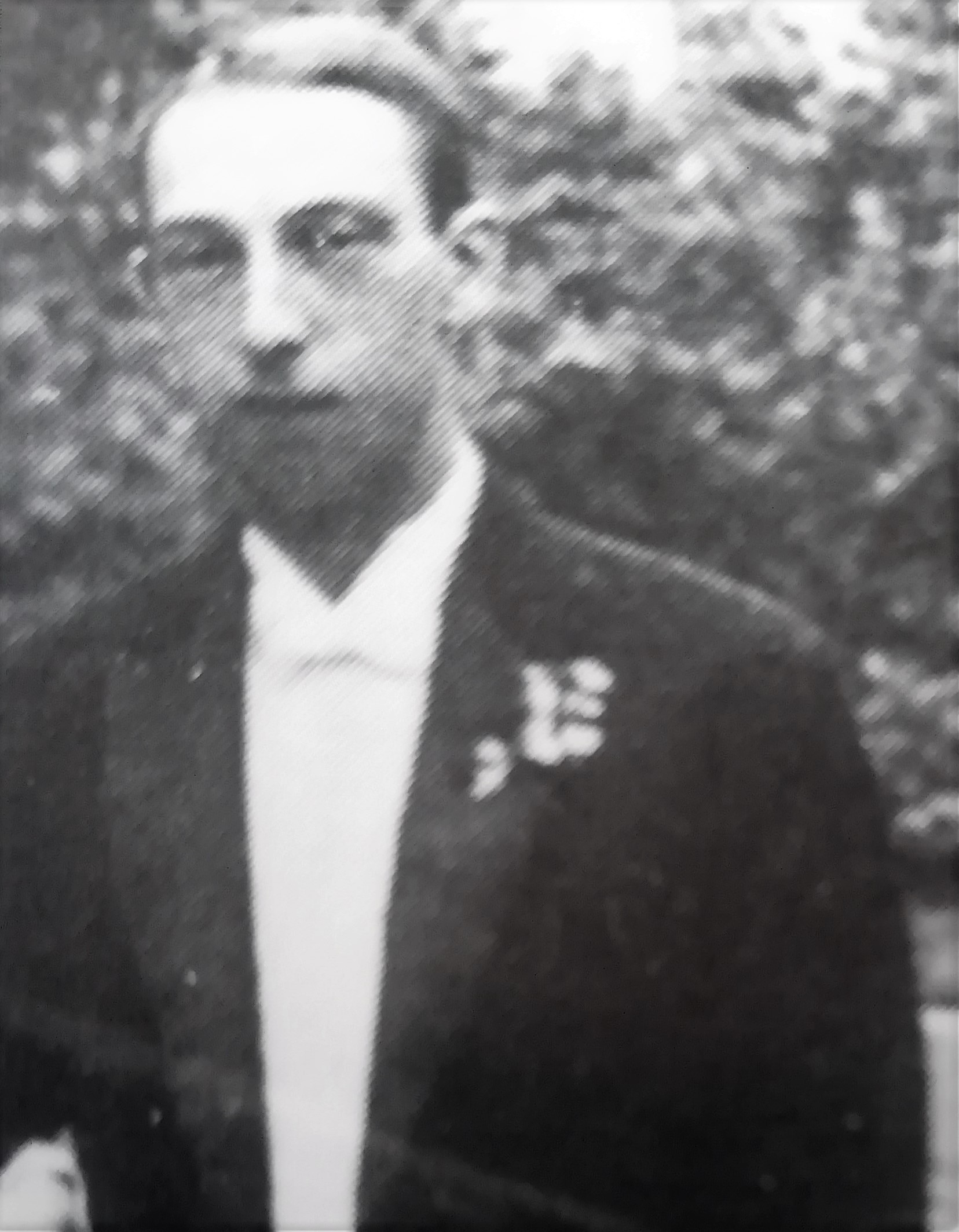
Teodoro Salvatore Pietro Realinus Maria Giuseppe Ignazio (1899-1978)

## Ascendenza
|                                  |                        |                                              | Genitori                                   |  |  | Nonni |  |  | Bisnonni                      |  |  | Trisnonni                    |  |
|                                  |                        |                                              |                                            |  |  |       |  |  | Francesco II d'Asburgo-Lorena |  |  | Leopoldo II d'Asburgo-Lorena |  |
|                                  |                        |                                              |                                            |  |  |       |  |  | Francesco II d'Asburgo-Lorena |  |  | Leopoldo II d'Asburgo-Lorena |  |
|                                  |                        | Infanta Maria Luisa di Spagna                |                                            |  |  |       |  |  | Francesco II d'Asburgo-Lorena |  |  |                              |  |
| Francesco Carlo d'Asburgo-Lorena |                        |                                              |                                            |  |  |       |  |  | Francesco II d'Asburgo-Lorena |  |  |                              |  |
|                                  |                        | Principessa Maria Teresa di Napoli e Sicilia | Ferdinando I delle Due Sicilie             |  |  |       |  |  |                               |  |  |                              |  |
|                                  |                        | Principessa Maria Teresa di Napoli e Sicilia | Ferdinando I delle Due Sicilie             |  |  |       |  |  |                               |  |  |                              |  |
|                                  |                        | Principessa Maria Teresa di Napoli e Sicilia | Arciduchessa Maria Carolina d'Austria      |  |  |       |  |  |                               |  |  |                              |  |
| Francesco Giuseppe I d'Austria   |                        | Principessa Maria Teresa di Napoli e Sicilia |                                            |  |  |       |  |  |                               |  |  |                              |  |
|                                  |                        | Massimiliano I Giuseppe di Baviera           | Federico Michele di Zweibrücken-Birkenfeld |  |  |       |  |  |                               |  |  |                              |  |
|                                  |                        | Massimiliano I Giuseppe di Baviera           | Federico Michele di Zweibrücken-Birkenfeld |  |  |       |  |  |                               |  |  |                              |  |
|                                  |                        | Massimiliano I Giuseppe di Baviera           | Maria Francesca del Palatinato-Sulzbach    |  |  |       |  |  |                               |  |  |                              |  |
| Principessa Sofia di Baviera     |                        | Massimiliano I Giuseppe di Baviera           |                                            |  |  |       |  |  |                               |  |  |                              |  |
|                                  |                        | Carolina di Baden                            | Carlo Luigi di Baden                       |  |  |       |  |  |                               |  |  |                              |  |
|                                  |                        | Carolina di Baden                            | Carlo Luigi di Baden                       |  |  |       |  |  |                               |  |  |                              |  |
|                                  |                        | Carolina di Baden                            | Amalia d'Assia-Darmstadt                   |  |  |       |  |  |                               |  |  |                              |  |
| Maria Valeria d'Asburgo-Lorena   |                        | Carolina di Baden                            |                                            |  |  |       |  |  |                               |  |  |                              |  |
|                                  | Pio Augusto in Baviera | Guglielmo in Baviera                         |                                            |  |  |       |  |  |                               |  |  |                              |  |
|                                  | Pio Augusto in Baviera | Guglielmo in Baviera                         |                                            |  |  |       |  |  |                               |  |  |                              |  |
|                                  | Pio Augusto in Baviera | Maria Anna di Zweibrücken-Birkenfeld         |                                            |  |  |       |  |  |                               |  |  |                              |  |
| Massimiliano Giuseppe in Baviera | Pio Augusto in Baviera |                                              |                                            |  |  |       |  |  |                               |  |  |                              |  |
|                                  |                        | Amalia Luisa di Arenberg                     | Louis-Marie, Duca di Arenberg              |  |  |       |  |  |                               |  |  |                              |  |
|                                  |                        | Amalia Luisa di Arenberg                     | Louis-Marie, Duca di Arenberg              |  |  |       |  |  |                               |  |  |                              |  |
|                                  |                        | Amalia Luisa di Arenberg                     | Marie Adélaïde Julie de Mailly             |  |  |       |  |  |                               |  |  |                              |  |
| Elisabetta di Baviera            |                        | Amalia Luisa di Arenberg                     |                                            |  |  |       |  |  |                               |  |  |                              |  |
|                                  |                        | Massimiliano I Giuseppe di Baviera           | Federico Michele di Zweibrücken-Birkenfeld |  |  |       |  |  |                               |  |  |                              |  |
|                                  |                        | Massimiliano I Giuseppe di Baviera           | Federico Michele di Zweibrücken-Birkenfeld |  |  |       |  |  |                               |  |  |                              |  |
|                                  |                        | Massimiliano I Giuseppe di Baviera           | Maria Francesca del Palatinato-Sulzbach    |  |  |       |  |  |                               |  |  |                              |  |
| Ludovica di Baviera              |                        | Massimiliano I Giuseppe di Baviera           |                                            |  |  |       |  |  |                               |  |  |                              |  |
|                                  |                        | Carolina di Baden                            | Carlo Luigi di Baden                       |  |  |       |  |  |                               |  |  |                              |  |
|                                  |                        | Carolina di Baden                            | Carlo Luigi di Baden                       |  |  |       |  |  |                               |  |  |                              |  |
|                                  |                        | Carolina di Baden                            | Amalia d'Assia-Darmstadt                   |  |  |       |  |  |                               |  |  |                              |  |
|                                  |                        | Carolina di Baden                            |                                            |  |  |       |  |  |                               |  |  |                              |  |